# توپکی
شهر توپکی (به روسی: Топки) در کشور روسیه و در اوبلاست کمروو واقع شده‌است.